# Atlanta Clay Court Challenger 2006
L'Atlanta Clay Court Challenger 2006 è stato un torneo di tennis facente parte della categoria ATP Challenger Series nell'ambito dell'ATP Challenger Series 2006. Il torneo si è giocato ad Atlanta negli USA dal 1º al 7 maggio 2006 su campi in terra rossa.

## Vincitori

### Singolare
Diego Hartfield ha battuto in finale  Frank Dancevic con il punteggio di 7–5, 6–0

### Doppio
Hugo Armando /  André Sá hanno battuto in finale  Harel Levy /  Dudi Sela con il punteggio di 6–4, 6–4